# Boroštica (rivière)
Pour les articles homonymes, voir Boroštica (homonymie).
La Boroštica (en serbe cyrillique : Бороштица) est une rivière du sud-ouest de la Serbie.